# アシュケロン
アシュケロン（ヘブライ語: אשקלון、アラビア語: عسقلان、英語: Ashkelon）は、イスラエル南部地区アシュケロン郡に位置する都市である。

## 産業
アシュケロンはエイラートから港の給油所まで伸びる石油製品運搬ラインであるTIPライン(en:Trans-Israel pipeline)の北端にあたる。
2005年、一日に330,000立方メートルの水を供給できる海水淡水化プラントが開設された。このプロジェクトはヴェオリア・エンバイロメントと IDEの合弁企業であるVIDによって執り行われている。
このプラントは当時としては世界最大級だっただけでなく、1立方メートル当たり$0.52という、もっとも安価に運営できるプラントだった。
1992年デンマークの カールスバーグとツボルグがイスラエルで売り出すために、en:Israel Beer Breweriesをアシュケロンに設立した。工場は Central Bottling Companyが所持しており、この企業は1968年からコカコーラの製品の販売も行っている。

## 交通
イスラエル鉄道によってアシュケロン駅からテルアビブやベエルシェバ等と結ばれている。

## 教育

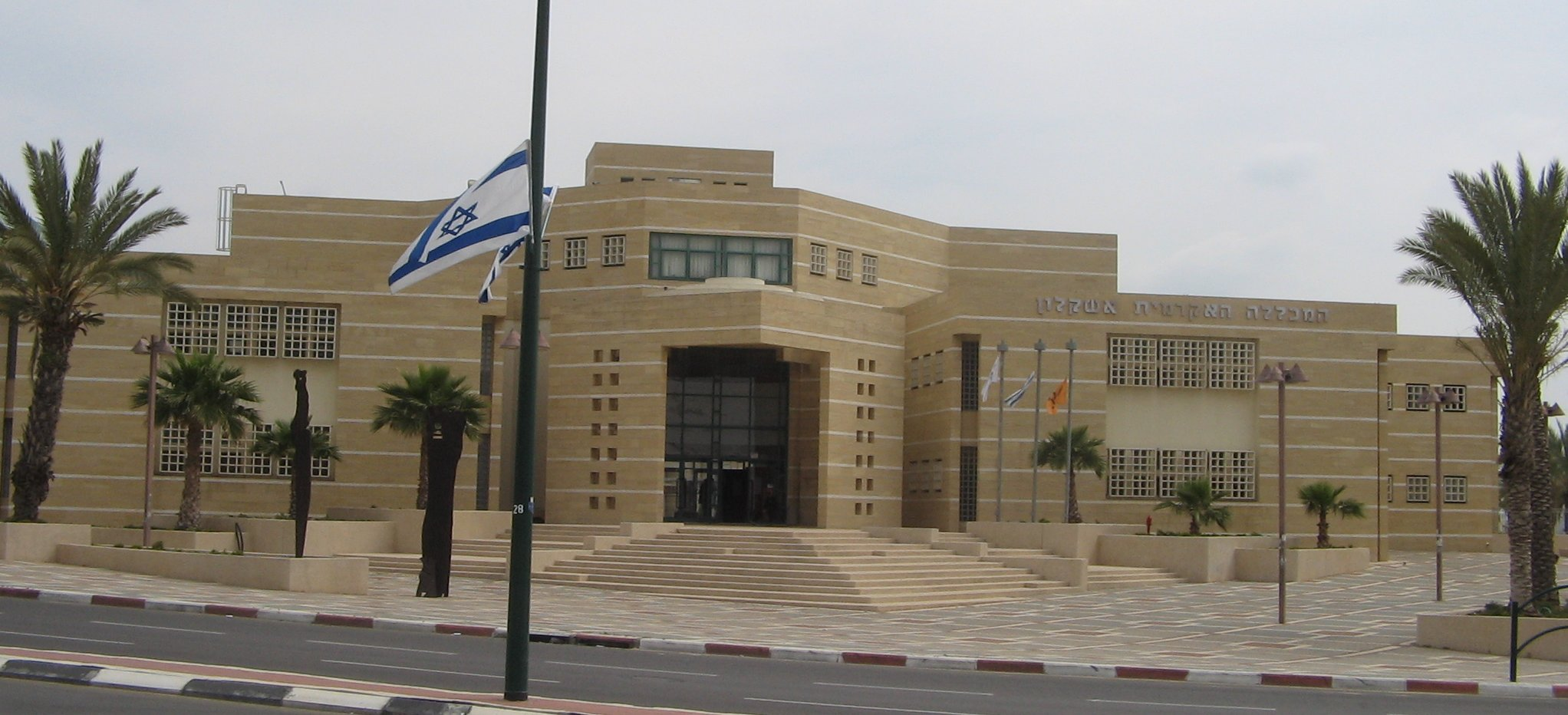
アシュケロン芸術大学

アシュケロンには小学校が19、中学校・高校が9つある。また、1998年にアシュケロン芸術大学が設立されて以来、多くの生徒を集めている。

### アシュケロン国立公園

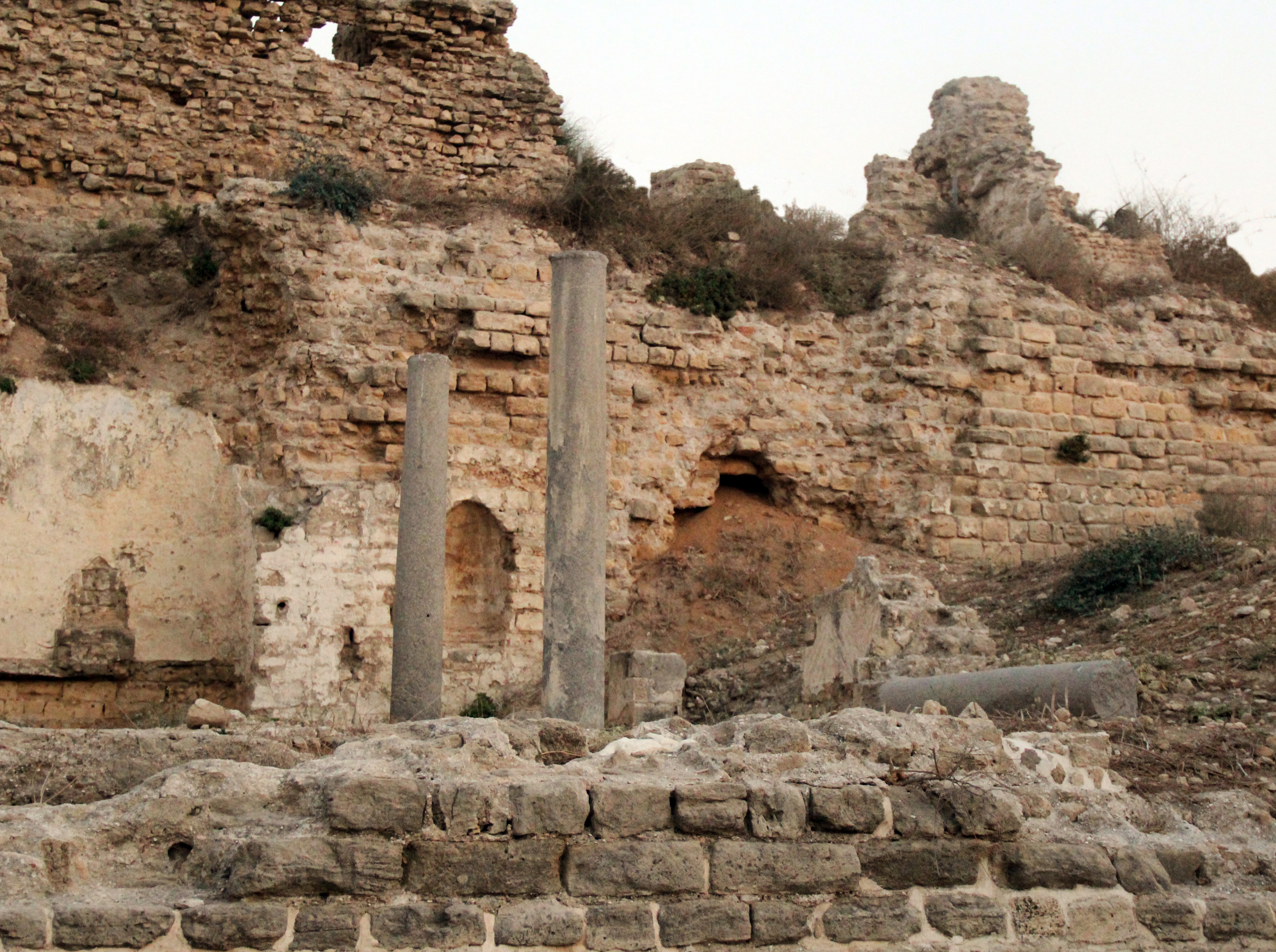
アシュケロン国立公園のローマ時代の遺構。

1985年に発掘が始まったアシュケロン国立公園の古代遺跡群は、紀元前12世紀初頭のペリシテ人入植から、紀元前 604年の新バビロニア帝国による侵攻まで、ペリシテ人の歴史が完全に記録されている。他、青銅器時代初期からウマイヤ朝時代、東ローマ帝国とトルコセルジューク朝との紛争に始まる十字軍時代に至るまで、一連の古代史を網羅することができる唯一の区画になっている。
古代最大のローマ時代の犬の墓地があり、また国立公園の北方2キロのところには、古代ローマ時代とヘレニズム時代のそれぞれのドーム型の墓所があり、各時代の装飾が施されている。
アシュケロン国立公園から約24マイル東方には、古代ユダ族が居住していた地域であるベト・グヴリン＝マレシャ国立公園がある。

## スポーツ
- ハポエル・アシュケロンFC　- アシュケロンを本拠地とするサッカークラブチーム。

## 姉妹都市
- コート・サン・リュック（カナダ）
- 滎陽市（中華人民共和国）
- エクス＝アン＝プロヴァンス（フランス）
- クタイシ（グルジア）
- ベルリン市ヴァイセンゼー区（ドイツ）
- ソポト（ポーランド）
- エンテベ（ウガンダ）
- ポートランド（アメリカ合衆国）
- ボルチモア（アメリカ合衆国）